# Пам'ятки архітектури Жмеринського району
У Жмеринському районі Вінницької області під охороною держави знаходиться 17 пам'яток архітектури і містобудування, з них 2 — національного значення.
| Пор. №                 | Найменування пам'ятки                       | Датування              | Місцезнаходження       | Охорон-ний номер       | Дата та № рішення взяття на облік                     |
| Національного значення | Національного значення                      | Національного значення | Національного значення | Національного значення | Національного значення                                |
| ---------------------- | ------------------------------------------- | ---------------------- | ---------------------- | ---------------------- | ----------------------------------------------------- |
| смт Браїлів,           |                                             |                        |                        |                        |                                                       |
| 1                      | Троїцький собор з келіями                   | 1767 р.                | вул. Леніна,1          | 68                     | Постанова Ради Міністрів УРСР від 24.08.1963 р. № 970 |
| 2                      | Палац                                       | к.18 ст.               | с. Чернятин            | 963                    | Постанова Ради Міністрів УРСР від 06.09.1979 р. № 442 |
| Місцевого значення     |                                             |                        |                        |                        |                                                       |
| смт Браїлів            |                                             |                        |                        |                        |                                                       |
| 3                      | Костьол                                     | 1879 р.                | вул. Чайковського,10   | 70-М                   | Рішення виконкому облради нар. деп.від 14.02.91 № 43  |
| 4                      | Ворота Троїцького монастиря                 | к.19-п.20 ст.          | Вул. Леніна,1          | 307-М                  | Розпорядження ОДА № 78 від 19.02.96 р                 |
|                        | Садиба фон Мекк                             | 19 ст.                 |                        | 69-М/0                 | Розпорядження ОДА № 78 від 19.02.96 р                 |
| 5                      | Палац                                       | к.1860-х рр.           | вул. Чайковського,13   | 69-М/1                 | -II-                                                  |
| 6                      | Парк                                        | 19ст.                  | вул. Чайковського,13   | 69-М/2                 | -II-                                                  |
| 7                      | Церква                                      | 19ст.                  | вул. Шевченка,53       | 71-М                   | -II-                                                  |
| с. Носківці            |                                             |                        |                        |                        |                                                       |
|                        | Палацо-парковий комплекс садиби Бахметьєвих | 18-20 ст.              |                        | 73-М/0                 | -II-                                                  |
| 8                      | Палац                                       | 19 ст.                 |                        | 73-М/1                 | -II-                                                  |
| 9                      | Манеж                                       | п.19 ст.               |                        | 73-М/2                 | -II-                                                  |
| 10                     | Парк                                        | 18-20 ст.              |                        | 73-М/3                 | -II-                                                  |
| с. Северинівка         |                                             |                        |                        |                        |                                                       |
|                        | Палацо-парковий ансамбль садиби Орловських  | 19.п.п.10 ст.          |                        | 74-М/0                 | -II-                                                  |
| 11                     | Палац                                       | п.19 ст.               |                        | 74-М/1                 | -II-                                                  |
| 12                     | Скотний двір (зміш.)                        | п.19 ст.               |                        | 74-М/2                 | -II-                                                  |
| 13                     | Парк                                        | п.п.20 ст.             |                        | 74-М/3                 | -II-                                                  |
| с. Чернятин            |                                             |                        |                        |                        |                                                       |
| 14                     | Господарчий будинок                         | 19 ст.                 | с. Чернятин            | 309-М/2                | Розпорядження ОДА № 78 від 19.02.96 р                 |
| 15                     | Ворота                                      | 19 ст.                 | с. Чернятин            | 309-М/1                | Розпорядження ОДА № 78 від 19.02.96 р                 |
| 16                     | Парк                                        | К.18 ст.               | с. Чернятин            | 309-М/3                | Розпорядження ОДА № 78 від 19.02.96 р                 |
| с. Станіславчик        |                                             |                        |                        |                        |                                                       |
| 17                     | Парк                                        | п.19 ст.               | с. Станіславчик        | 237-М                  | -II-                                                  |
|                        |                                             |                        |                        |                        |                                                       |

## Джерело
- Пам'ятки Вінницької області [Архівовано 19 червня 2012 у Wayback Machine.]